# Кеппель, Арнольд ван, 1-й граф Албемарл

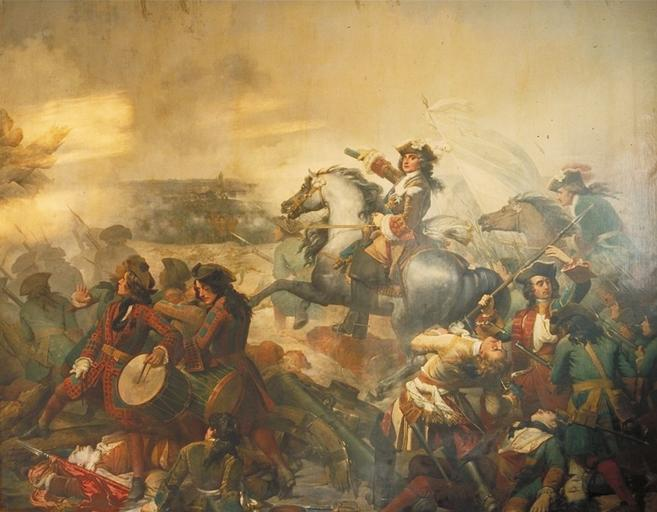
Битва при Денене. Картина Раймона Монвуазена, 1835
Арнольд Йост ван Кеппель (англ. Arnold Joost van Keppel; 1669/70 — 30 мая 1718, Гаага, Республика Соединённых провинций) — английский аристократ, 1-й граф Албемарл, 1-й виконт Бери и 1-й барон Ашфорд с 1697 года, кавалер ордена Подвязки. Принадлежал к старинной голландской семье, стал фаворитом короля Англии Вильгельма III Оранского, от которого получил титулы и земли в Ирландии. Командуя голландской кавалерией под началом герцога Мальборо и Евгения Савойского, отличился во время Войны за испанское наследство. Стал основателем аристократического рода, представители которого носят титул графа Албемарла и в XXI веке.

## Биография
Арнольд ван Кеппель принадлежал к старинному землевладельческому роду из Гелдерланда, известному с конца XII — начала XIII веков. Он родился в семье Осевальта ван Кеппеля, сеньора Ворста, и его жены Рейниры Анны Гертруды ван Линтелло тот де Марс в 1669 или 1670 году и был крещён 30 января 1670 года в Зутфене. В 1685 году Арнольд унаследовал отцовские владения, которые, впрочем, уже были заложены. Из-за этого юный ван Кеппель мог связывать надежды на возвышение только с собственными способностями и удачей.
В 1688 году, когда штатгальтер Голландии Вильгельм III Оранский высадился в Англии и захватил корону (эти события известны как Славная революция), Арнольд сопровождал его в качестве пажа. Тремя годами позже, сломав ногу во время охоты, ван Кеппель привлёк внимание монарха своей выдержкой; Вильгельм назначил его грумом опочивальни, а возможно, ещё и дал денег на выкуп Ворста у кредиторов. Арнольд обзавёлся полезными связями при дворе (в частности, сблизился с королевской любовницей Элизабет Вильерс), стал доверенным лицом короля, потеснив Уильяма Бентинка, 1-го графа Портленда.
После смерти жены Вильгельма Марии II в 1694 году король и ван Кеппель ещё больше сблизились. Арнольд получил должность правителя гардеробной и поселился в Кенсингтонском дворце, в аппартаментах, смежных с покоями монарха. Ходили слухи о гомосексуальной связи, но историки уверены, что между Вильгельмом и ван Кеппелем были только рабочие отношения; к тому же у королевского фаворита было множество любовниц. За верную службу Арнольд был вознаграждён обширными землями в Ирландии. 10 февраля 1697 года он получил титулы барона Ашфорда, виконта Бери и графа Албемарла. Конкурент ван Кеппеля Бентинк отправился в почётное изгнание — послом в Париж. Ещё один антагонист графа Портленда, Джон Черчилль, благодаря влиянию Албемарла получил важную должность воспитателя принца Уильяма Глостерского, наследника английского престола.
В июне 1697 года ван Кеппель стал полковником английской Конной гвардии (в 1710 году он продал этот чин Бентинку), а в июне 1700 года — командиром швейцарского полка на голландской службе. В том же месяце он был награждён орденом Подвязки. В 1701 году король отправил графа в Голландию, чтобы договориться с Генеральными штатами о совместных действиях против Людовика XIV, оккупировавшего ряд крепостей в Испанских Нидерландах. Сэр Арнольд вернулся в Англию, чтобы присутствовать при кончине Вильгельма Оранского (март 1702); король завещал ему баронию Бриворст и 200 тысяч гульденов и передал ключи от личного кабинета, сказав, по словам очевидцев: «Ты знаешь, что с ними делать».
Потеряв покровителя, ван Кеппель снова уехал на родину. Там он стал полковником карабинеров, губернатором Хертогенбоса и заместителем лесничего Голландии. В Войне за испанское наследство граф командовал кавалерией в чине генерала, подчиняясь Джону Черчиллю (к тому времени — герцогу Мальборо). В 1703 году он возглавлял конвой, доставивший припасы для союзной армии в Маастрихт. Перед началом кампании 1704 года Мальборо остановился на время в доме ван Кеппеля, что говорит о хороших отношениях между двумя военачальниками. Албемарл участвовал в боевых действиях в Брабанте в 1705 году и предлагал, в отличие от других генералов-голландцев, энергично преследовать разбитого врага. В 1706 году он сражался при Рамильи, в 1708 году был в составе армии, осаждавшей Лилль, и во главе тридцати эскадронов кавалерии сопровождал конвой с припасами, которому угрожало нападение противника. В 1709 году граф был назначен губернатором Турне. В 1712 году, уже после отставки Черчилля, ван Кеппель сражался с французами при Денене под началом Евгения Савойского; его войска были разгромлены, а сам граф попал в плен, но вскоре получил свободу.
В 1714 году, когда после смерти королевы Анны британская корона досталась Георгу Ганноверскому, Генеральные штаты направили к этому монарху ван Кеппеля с поздравлениями. Именно граф организовал приём короля на голландской границе на пути в Лондон. Ван Кеппель умер в Гааге 30 мая 1718 года, в возрасте 48 лет.

## Семья
Женой Кеппеля стала в 1701 году Гертруда де Квирна ван дер Дюн, дочь Адама ван дер Дюна. В этом браке родились сын Виллем (1702—1754), унаследовавший отцовские титулы, и дочь София (умерла в 1773 году), жена генерала Джона Томаса. Потомки Виллема по мужской линии и в XXI веке носят титул графа Албемарла.
Вдова первого графа умерла в Гааге в 1741 году.

## Личность
По отзывам современников, Арнольд ван Кеппель отличался приятной внешностью и хорошими манерами; его характеризуют как человека обаятельного, упрекая в том, что в молодости он слишком гнался за удовольствиями. Граф явно обладал талантами военачальника и администратора, но в первую очередь в нём видели королевского фаворита.